# Machine Gun Kelly (raper)

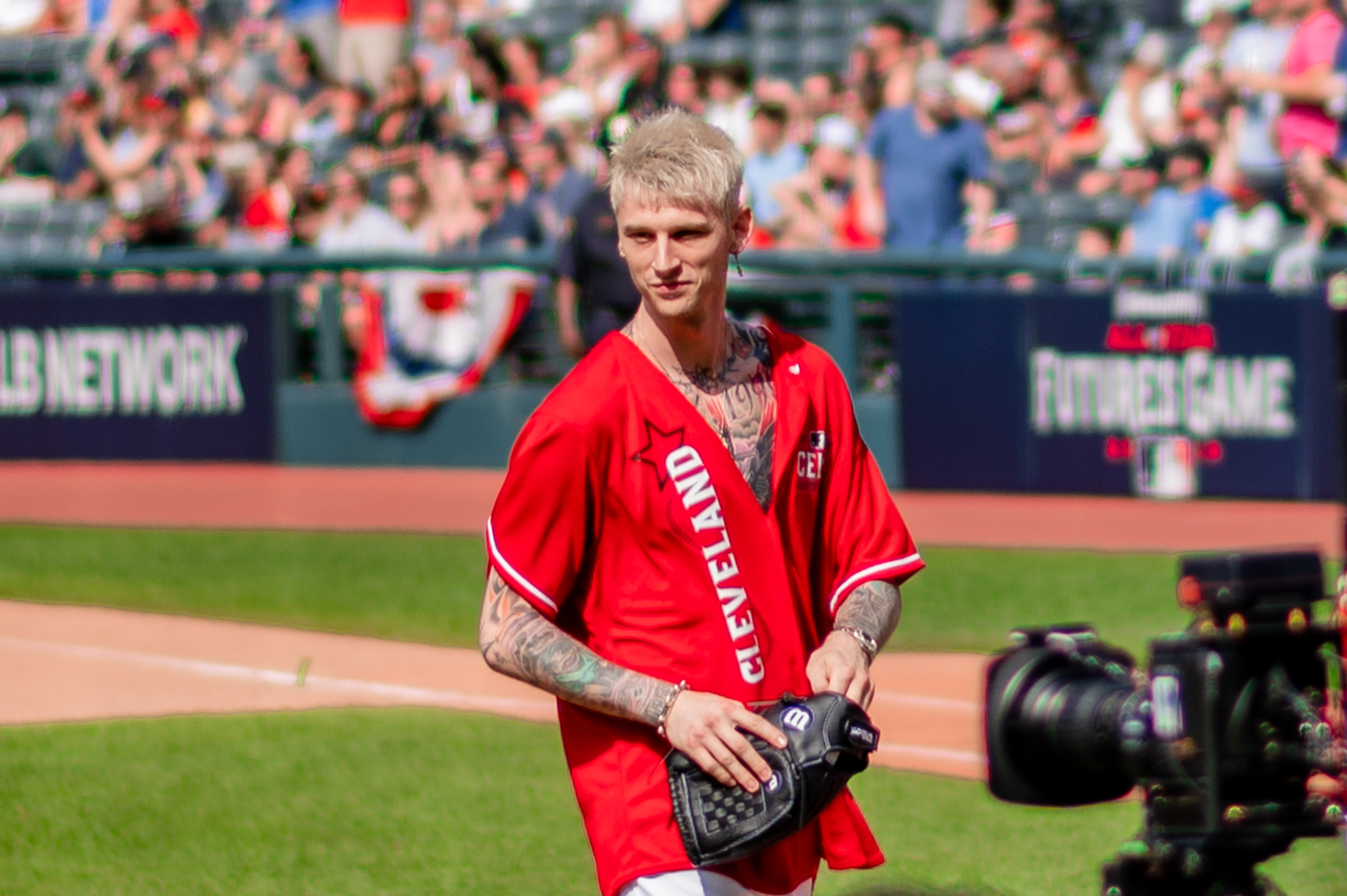
MGK podczas gry w baseball, 2019 rok

Machine Gun Kelly, MGK, właśc. Colson Baker (ur. 22 kwietnia 1990 w Houston) – amerykański muzyk i aktor. Na scenie muzycznej aktywny od 2006.

## Życiorys

### Wczesne lata
Urodził się w Houston w stanie Teksas jako syn misjonarzy. Wraz z rodzicami mieszkał w takich krajach jak Egipt czy Niemcy, a także w miastach - Los Angeles, Chicago czy Denver. Przez cztery lata swojego życia przebywał w Egipcie, opanował język arabski przed angielskim. W wieku 14 lat przeniósł się do Cleveland w Ohio, gdzie w 2008 ukończył Shaker Heights High School.

### Kariera
3 sierpnia 2011 podpisał kontrakt muzyczny z wytwórniami Bad Boy i Interscope. 
W oczekiwaniu na pierwszy studyjny album pt. Lace Up, który ukazał się latem 2012, w marcu tego roku ukazał się minialbum Half Naked & Almost Famous. 
Zadebiutował on na 46. miejscu notowania Billboard 200, ze sprzedażą 8.500 egzemplarzy w pierwszym tygodniu. 
Wystąpił też w filmach: melodramacie W cieniu jupiterów (Beyond the Lights, 2014) jako Kid Culprit u boku Nate’a Parkera, Minnie Driver, Danny’ego Glovera i Gugu Mbatha-Raw, dreszczowcu Nerve (2016) jako Ty z Emmą Roberts i Dave’a Franco oraz filmie fantastycznonaukowym Viral (2016) z Sofią Black-D’Elią jako CJ. W 2017 nawiązał współpracę z serwisem Netflix, nagrał piosenkę „Home” promującą dreszczowiec fantastycznonaukowy Bright z Willem Smithem. W biograficznym dramacie muzycznym Brud (The Dirt, 2019) zagrał perkusistę glam metalowego zespołu Mötley Crüe, Tommy’ego Lee.
25 września 2020 roku ukazał się piąty album studyjny artysty zatytułowany Tickets to My Downfall. Krążek zadebiutował na pierwszym miejscu notowania Billboard 200 w Stanach Zjednoczonych.

## Życie prywatne
Ma córkę, której matką jest aktorka Megan Fox.

## Dyskografia
Longplaye
- Lace Up (2012)
- General Admission (2015)
- Bloom (2017)
- Hotel Diablo (2019)
- Tickets to My Downfall (2020) – złota płyta w Polsce[15]
- Mainstream Sellout (2022)

Minialbumy
- Half Naked And Almost Famous (2012)
- BINGE (2018)
- Genre: Sadboy (2024)

Mixtape'y
- Homecoming (2008)
- 100 Word and Running (2010)
- Lace Up (2010)
- Est 4 Life (2012)
- Black Flag (2013)
- Fuck It (2015)

## Filmografia
- 2014: Beyond The Lights jako Kid Culprit
- 2016: The Land jako Slick
- 2016: Punk’s Dead: SLC Punk 2 jako Crash
- 2016: Nerve jako Ty
- 2016: Viral jako CJ
- 2016: Roadies jako Wesley
- 2018: Nie otwieraj oczu (Birdbox) jako Felix
- 2019: Captive State jako Jurgis
- 2019: Big Time Adolescence jako Nick
- 2019: Brud (The Dirt) jako Tommy Lee
- 2020: Power jako Newt

## Koncerty w Polsce
- 21.11.2015 - Warszawa, Hala Koło ["Road Trippin" Tour]
- 14.08.2016 - Wrocław, Eter
- 15.08.2016 - Warszawa, Progresja
- 14.06.2017 - Gdańsk, CSG ["No Plan B" European Tour]
- 15.06.2017 - Kraków, Tauron Arena (Impact Festival) ["No Plan B" European Tour]
- 17.10.2017 - Progresja, Warszawa ["27" World Tour]
- 11.09.2019 - Warszawa, Progresja ["Hotel Diablo" World Tour]
- 29.06.2023 - Gdynia, Open’er Festival